# Тереза Дюшарм
Тереза Дюшарм (1945  — 2004 ) — канадська захисниця прав інвалідів українського походження та постійний кандидат на керівні посади у Вінніпезі (Манітоба) в Канаді.

## Активізм
Тереза Дюшарм була змушена користуватися інвалідним візком після того, як у 1953 році перенесла поліомієліт. Згодом вона впала в кому на шість місяців, коли їй було близько двадцяти років і до кінця життя їй знадобився апарат штучного дихання. У 1981 році вона заснувала групу захисту прав інвалідів People in Equal Participation Inc. і багато років після цього була головою організації.
У 1981 році вона стала першою людиною, якій потрібна була бортова система життєзабезпечення, щоб літати як звичайний пасажир комерційного канадського авіалайнера. Її політ до Ванкувера став кульмінацією тривалої битви з чиновниками з уряду та Air Canada, які чинили опір її спробам полетіти через медичні проблеми.
Дюшарм була явним противником евтаназії. У 1993 році вона звернулася до Верховного суду Канади з проханням винести рішення проти Сью Родрігес, жінки з Британської Колумбії, яка мала невиліковну хворобу і домагалася права позбавити її життя. Цитується, що Дюшарм сказала: «Ми віримо в заповідь, не вбивай. У нас достатньо перешкод, що доступ до життя, а не до смерті є нашим зобов'язанням». Пізніше вона закликала порушити кримінальну справу проти члена парламенту Свенда Робінсона після рішення Робінсона сидіти поруч із Родрігесом, оскільки вона, очевидно, покінчила життя самогубством за допомогою свого лікаря.
Дюшарм організувала національну петицію проти евтаназії в 1994 році, яка зібрала понад 27 000 підписів. Вона особисто представила петицію депутату Дону Будріа, який згодом подав її на розгляд парламенту Канади.
У 1995 році Дюшарм домагалася юридичного статусі для своєї організації, щоб свідчити в апеляції Роберта Латімера на вирок за вбивство другого ступеня. Латімер убив свою дочку, дванадцятирічну дівчинку з церебральним паралічем. Цей вчинок багато хто описав як вбивство з милосердя . Дюшарм стверджував, що обвинувальний вирок Латімер слід залишити в силі, і вказав, що вона підтримує рішення, яке дає йому довічне ув'язнення. Коли в 1996 році Латімеру було представлено новий судовий розгляд, вона знову домагалася правового статусу, і звинуватила ЗМІ у прихильності до Латімера.
Дюшарм також виступила за те, щоб кілька державних служб зробили доступними для інвалідних візків у її рідному місті Вінніпезі. Вона знову очолювала громадську акцію протесту проти рішення провінційного уряду приватизувати служби догляду на дому в 1996 році, а пізніше дала свідчення в комісії Роя Романова з питань охорони здоров'я. У 2003 році вона підтримала рішення міської ради про заборону куріння у громадськтх місцях Вінніпега.
Дюшарм була українським католиком і виступала проти абортів, а також евтаназії. У 1995 році вона отримала Апостольське благословення від Папи Івана Павла ІІ .
У 1998 році вона отримала першу щорічну премію за особливу турботу провінції Манітоба
Тереза Дюшарм написала автобіографію, яку видала самостійно під назвою « Життя і дихання». Міністр федерального кабінету Ллойд Ексворсі написав передмову до книги.

## Політичний кандидат
Дюшарм балотувалася до шкільної ради Транскона-Спрінгфілд у 1980 та 1992 роках, а також до приходу Транскони в міській раді Вінніпегу в 1983 і 1986 роках. Її вважали маргінальним кандидатом, тому щоразу вона зазнавала поразки.
Дюшарм підтримала пропозицію Сьюзен Томпсон стати мером Вінніпегу в 1992 році, але пізніше різко критикував результати діяльності Томпсона на посаді. Вона була першим оголошеним суперником Томпсона на муніципальних виборах 1995 року . Дюшарм сказала, що її головним пріоритетом було створення молодіжного дорадчого комітету міської ради, і вона також розкритикувала Томпсона за те, що він не зробив більше для просування бізнесу в центрі міста. Вона знову вважалася лідером серед кандидатів, але фінішувала значно позаду.
У 1998 році вона знову агітувала за палату Транскони, зайнявши друге місце після Ширлі Тімм-Рудольфа. Під час виборів вона виступала проти комендантської години для молоді та продажу Winnipeg Hydro .
Дюшарм також намагалася бути обраною до Палати громад Канади як незалежний кандидат у 1997 і 2000 роках. Вона планувала знову балотуватися на пост мера в 2002 році, але знялася через проблеми зі здоров'ям. Незадовго до смерті мала намір брати участь в інших муніципальних виборах.

## Смерть
На початку червня 2004 року у Дюшарм стався серцевий напад, коли її везли до лікарні для лікування діалізом. Вона так і не прийшла до тями, і померла 7 червня .